# Romà Ribera i Cirera
Romà Ribera i Cirera (Barcelona, 13 de desembre de 1848- 29 de maig de 1935) fou un pintor català, aclamat com a pintor de gènere. Ribera tenia una certa predilecció pels balls i carnavals, embolcallats en una atmosfera amable i cosmopolita, però amb una gran minuciositat de detalls. Una peculiaritat que dificultava a l'espectador divagar endut per la imaginació. Ribera i Francesc Masriera van ser els artistes més lloats en les exposicions oficials de l'època.

## Biografia
Es va formar a l'Escola de la Llotja de Barcelona i a l'acadèmia de Pere Borrell del Caso, que li feu de mestre. El 1873 va marxar a Roma a completar els seus estudis i més endavant a Londres, on realitzà algunes exposicions.
Un cop format, el 1877 es va instal·lar a París, presentant amb molt èxit obres seves a l'Exposició Universal de París de 1878. La seva obra va ser canalitzada internacionalment pel marxant Adolphe Goupil. En aquesta època va retratar actes socials i vides de gent de classe elevada. Aquesta estratègia el va fer famós i retratà els costums, el nivell de vida i els objectes de luxe de les cases dels seus clients.
Més endavant va retornar a Barcelona, exposant a la tot just inaugurada Sala Parés, al Centre d'Aquarel·listes i a l'Exposició Universal de 1888 i a la de Belles Arts del 1894. En aquesta època va fer servir la mateixa estratègia i va representar el poder econòmic de les classes benestants catalanes, refinant els detalls i sense defugir del seu realisme. També va viatjar i exposar a Madrid.
El 1902 fou elegit acadèmic de Belles Arts a Barcelona i entrà a formar part de la Junta de Museus.
A Catalunya es poden trobar obres seves exposades en diferents institucions públiques, entre elles el Museu Nacional (MNAC), el Museu de Montserrat, el Museu d'Art de Girona i la Biblioteca Museu Víctor Balaguer de Vilanova i la Geltrú.
La seva germana, Cristina Ribera, va ser també artista i el Museu del Disseny de Barcelona en conserva un dels seus brodats.

## Obres destacades
- Dona amb antifaç, al Museu d'Art de Girona
- De Soirée, al MNAC
- Sortida del ball, Museu Nacional d'Art de Catalunya (Barcelona)
- Retrat de senyora, Biblioteca Museu Víctor Balaguer

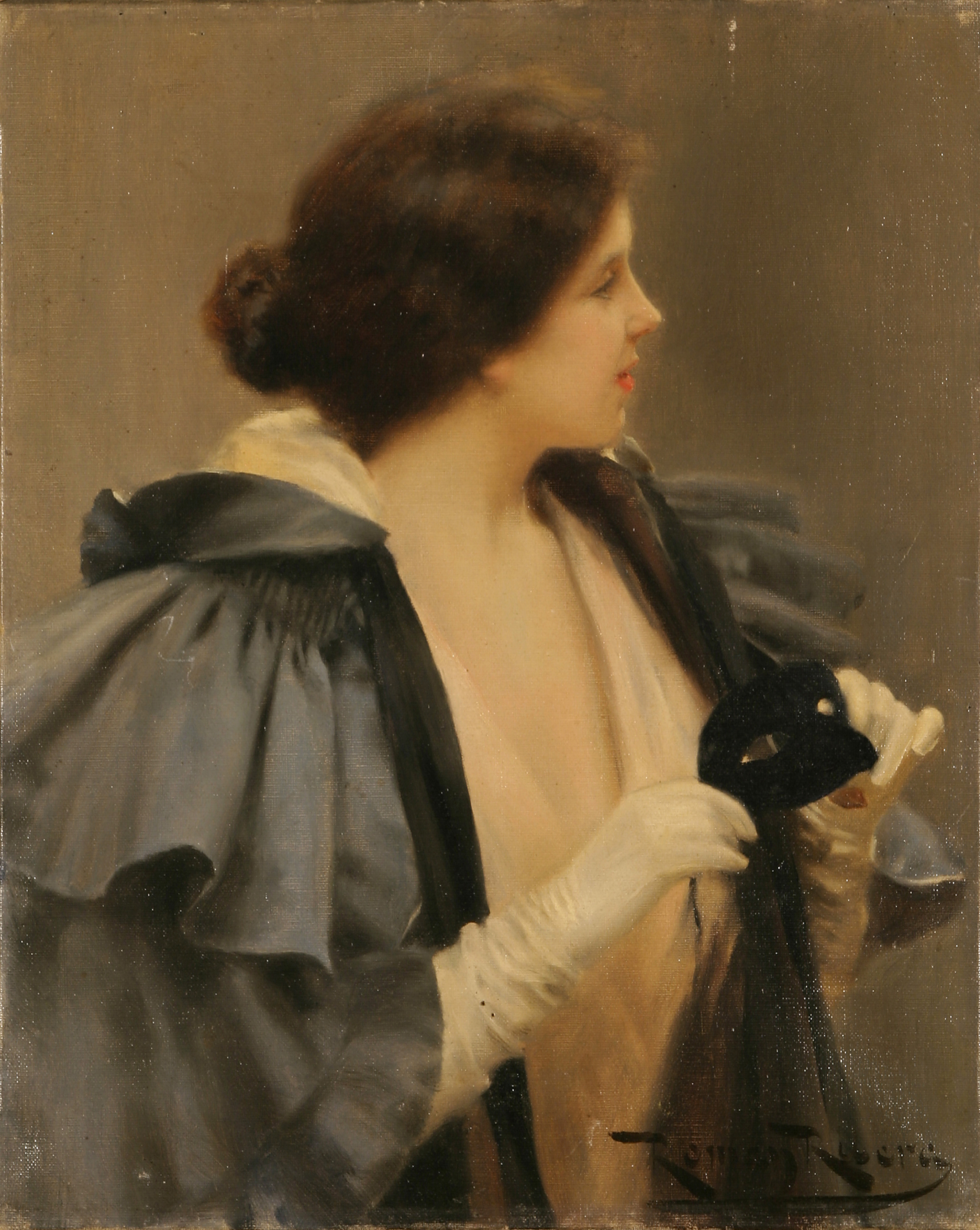
Dona amb antifaç, conservat al Museu d'Art de Girona.
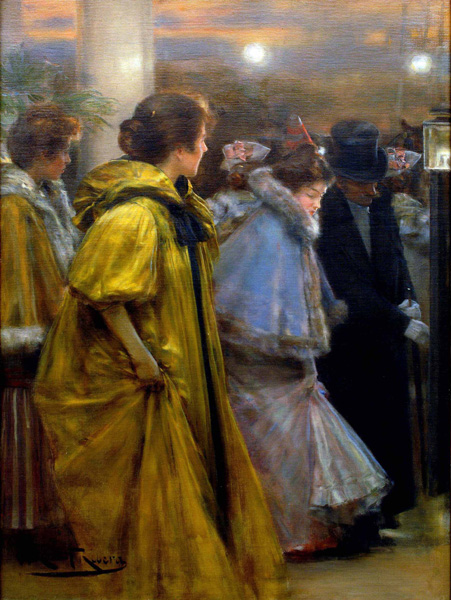
Sortida del Liceu (vers 1913), conservat al Museu de Montserrat.
Sortida del ball al Museu Nacional d'Art de Catalunya.
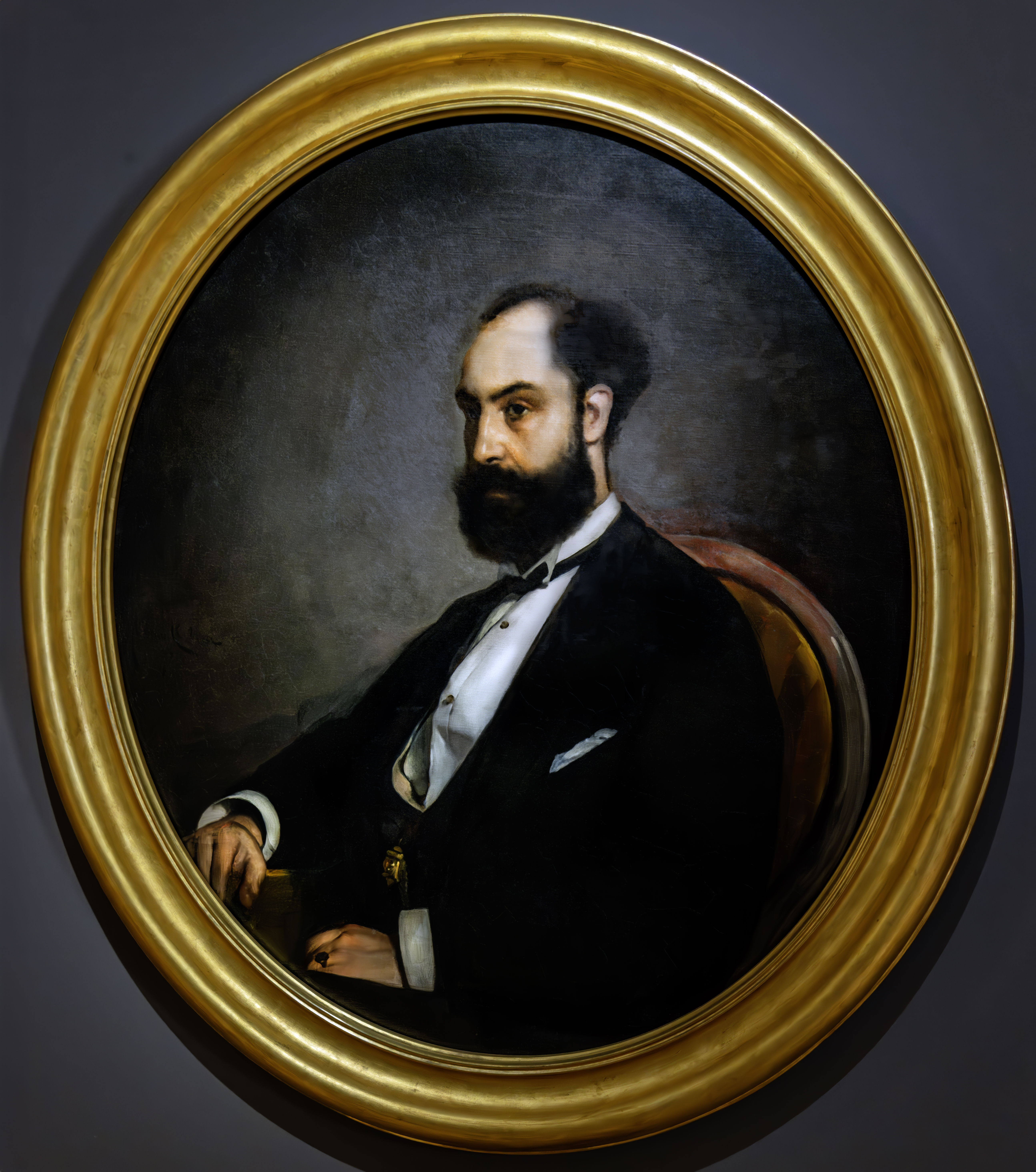
Retrat de Joaquim Ribera i Cirera per Romà Ribera i Cirera Museu Goya